# Macrocoeloma trispinosum
Macrocoeloma trispinosum är en kräftdjursart som först beskrevs av Pierre André Latreille 1825.  Macrocoeloma trispinosum ingår i släktet Macrocoeloma och familjen Mithracidae.

## Underarter
Arten delas in i följande underarter:
- M. t. nodipes
- M. t. trispinosum